# Diosma demissa
Diosma demissa är en vinruteväxtart som beskrevs av I. Williams. Diosma demissa ingår i släktet Diosma och familjen vinruteväxter. Inga underarter finns listade i Catalogue of Life.